# 7778 Markrobinson
7778 Markrobinson este un asteroid care intersectează orbita planetei Marte.

## Descriere
7778 Markrobinson este un asteroid care intersectează orbita planetei Marte. Asteroidul prezintă o orbită caracterizată de o semiaxă mare de 2,38 ua, o excentricitate de 0,33 și o înclinație de 19,6° în raport cu ecliptica.